# 28
Aquesta pàgina és per a l'any. Per al nombre, vegeu vint-i-vuit.
El 28 (o XXVIII) va ser un any de traspàs començat en dijous del calendari julià.

## Esdeveniments
- Els frisis negocien un tractat amb els romans en el riu Rin per evitar la conquesta.

## Naixements
- Ming of Han emperador de la Xina

## Necrològiques
- Onjo of Baekje emperador de Corea